# Daehaeng Kunsunim
Daehaeng Kunsunim (ältere Schreibweise: Dae-haeng Keun Sunim, * 3. Februar 1927 in Seoul; † 22. Mai 2012 in Anyang, Südkorea) war eine koreanische Seon-Meisterin. Sie wurde als eine der wenigen Frauen zu den bedeutendsten buddhistischen Meistern ihrer Zeit gezählt.

## Leben
Daehaeng Keunsunim wurde am zweiten Tag des ersten Monats nach dem damals in Korea gebräuchlichen chinesischen Kalender geboren, was im gregorianischen Kalender dem 3. Februar 1927 entspricht. Sie war die erste Tochter eines hochrangigen Offiziers der kaiserlich-koreanischen Armee in der Zeit der japanischen Besetzung Koreas. Unter der japanischen Fremdherrschaft verlor die Familie ihren gesamten Besitz und wurde aus ihrem Haus vertrieben. In äußerster Armut lebte sie dann in einer Lehmhütte in der Nähe von Seoul.
Nur unter Einsatz aller Kräfte gelang es ihrer Familie, sich am Leben zu erhalten. Obwohl Daehaeng Kunsunim damals noch ein Kind war, begann in dieser Zeit ihre Auseinandersetzung mit den grundsätzlichen Fragen des Lebens.

„Ich konnte nicht verstehen, dass es auf der Welt reiche und arme Menschen gibt. Meine eigene Lage war traurig genug, aber als ich bemerkte, dass viele andere ein genauso armseliges Leben wie ich führten, ließ mich dieser Gedanke nicht mehr los. Ich fragte mich, weshalb es mehr Arme, Hungernde und Kranke gibt als Reiche. Warum werden wir auf dieser Welt geboren und weinen oder lachen des Geldes wegen? Welchen Sinn hat das Leben, da wir doch unter Krankheiten leiden und sterben, wenn die Zeit gekommen ist? Diese Fragen nahmen mir den Lebensmut. Trotzdem fragte ich weiter: Wer hat mich in diese Lage gebracht? Wer hat mich geschaffen und so plötzlich bettelarm gemacht? Wäre es nicht besser, gar nicht geboren worden zu sein? Wer ist derjenige, der mich so geschaffen hat und nun hungern und leiden lässt?“

Daehaeng Kunsunim sagte später über diese Zeit:

„Ich hatte niemals die Absicht, Meisterin zu werden oder die Lehre des Buddha zu verstehen, um eines Tages selbst lehren zu können. Im bedingungslosen Vertrauen zum Wahren Selbst sind mir solche Gedanken niemals in den Sinn gekommen. Nachdem ich den Dharma, das kosmische Gesetz, erkannt hatte, wusste ich, dass Buddhas Mitgefühl und Liebe auch jemanden wie mich erreichen konnte, und ich weinte voller Dankbarkeit. Als Antwort auf solche Fürsorge und solches Mitgefühl wünsche ich, selbst wenn ich mein Leben dafür geben müsste, jedem Menschen Erleuchtung – dass jeder das Wahre Selbst finden möge.“

Nach zwölf Jahren extremer Askese in der Natur, beschloss sie, in die Welt zurückzukehren, um ihr Leben ganz den leidenden Menschen zu widmen, sie zu unterweisen und ihnen zu helfen. Zunächst ließ sie sich in einer winzigen Hütte unweit des entlegenen und halb verfallenen Bergklosters Sang-Won nieder. Obwohl sie dort sehr zurückgezogen lebte, verbreitete sich rasch ihr Ruf, ein Mensch mit außergewöhnlich tiefer Erkenntnis zu sein, so dass immer mehr Menschen mit den unterschiedlichsten Problemen ihre Hilfe suchten. Von deren Opfergaben konnte das Sang-Won Kloster nach wenigen Jahren neu erbaut werden.
Später zog Daehaeng Kunsunim nach Anyang, wo sie 1972 das Hanmaum Seon Zentrum gründete. Bis zu ihrem Tod lebte sie in Anyang, wo sie am 22. Mai 2012 im Alter von 85 Jahren verstarb.

## Lehre
In Daehaeng Kunsunims Lehre gibt es keinen Unterschied zwischen Alltagswirklichkeit und spiritueller Erfahrung, höchster Weisheit und tatkräftiger Lebenspraxis. Um es mit ihren eigenen Worten zu sagen: „Das Tor zur Befreiung ist in unserem alltäglichen Leben zu finden und nirgendwo sonst“.
Von zentraler Bedeutung ist der Begriff Juingong, gebildet aus dem koreanischen Juin (wörtlich Meister, Herr) und dem sinokoreanischen Gong (Leerheit). Juin steht dabei für den „inneren Meister“ und Gong (Sanskrit Sunyata) für die Leere, aus der alle Erscheinungen hervorgehen und zu der alle Erscheinungen zurückkehren. Der von Daehaeng Kunsunim geprägte Begriff Juingong bezeichnet somit den tiefsten Grund aller lebenden Wesen: eine sich unaufhörlich manifestierende schöpferische Energie, die in der buddhistischen Tradition auch als das Wahre Selbst oder Buddhanatur benannt wird. Auf der Ebene des Wahren Selbst ist jedes einzelne Lebewesen verbunden mit allen anderen und dem ganzen Universum. Daher manifestieren sich alle Leben und alle Erscheinungen als „Ein Herz, ein Geist“.
Für diese fundamentale Einheit allen Seins benutzt Daehaeng Kunsunim oft den Begriff Hanmaum, zusammengesetzt aus Han (wörtlich: eins, groß) und Maum (wörtlich: Herz, Geist, Bewusstsein, Gemüt; chin.: Hsin; jap. Shin). Hanmaum steht also für das universale, alles hervorbringende, mit allem verbundene, ewige geistige Bewusstsein. In Hanmaum ist alles miteinander verbunden. In Hanmaum sind materielle und geistige Welt, Vergangenheit, Zukunft und Gegenwart nicht getrennt voneinander, sondern kreisen in Einheit.
Den Kern der von Daehaeng Kunsunim gelehrten spirituellen Praxis bildet das tiefe Vertrauen an Juingong, das es ermöglicht, alle Probleme, Sorgen, Leiden und Freuden an Juingong, die eigene Buddhanatur, loszulassen. Durch diesen Prozess des Loslassens kann inmitten des Alltagslebens eine Annäherung an die unendliche Klarheit von Hanmaum erfahren werden, an jene Raum und Zeit überschreitende Sphäre, die das wahre Wesen des Menschen ausmacht.
Diese Suche nach der Wahrheit vollzieht sich aber nach Daehaeng Kunsunim keineswegs im Rahmen einer von der Realität des Alltags abgehobenen „Wahrheitserforschung“ oder sonstig gearteten Selbstüberhöhung. Sie dient einzig und allein der Hinwendung zu Hanmaum, der Einheit von Geist und Körper aller Wesen. Daehaeng Kunsunim vermittelt einen modernen Buddhismus, nicht, weil sie bedenkenlos irgendeinem modischen Zeitgeist folgt, sondern weil sie den Kern der Lehre des Buddha jenseits von starren Ritualen oder vergeistigter Überhöhung wiederbelebt als eine sich inmitten des Alltagslebens entfaltende uneigennützige Hilfsbereitschaft in Verbundenheit mit allen Wesen.

## Hanmaum Zen Zentrum
1972 gründete Daehaeng Kunsunim in der bei Seoul gelegenen Stadt Anyang das Hanmaum Zen Zentrum (Hanmaum Seon Won). Zurzeit leben und praktizieren mehr als 150 ordinierte Nonnen und Mönche (kor. Sunim) im Mutterzentrum oder in einem der Tochterklöster. Das Hanmaum Zen Zentrum ist Mitglied des koreanischen Chogye Ordens.
Innerhalb Koreas gibt es inzwischen 15 Tochtertempel. Außerhalb Koreas sind es neun, sieben davon in Nord- und Südamerika, einer in Thailand und einer in Europa, in Kaarst bei Düsseldorf.

### Hanmaum Zentrum in Deutschland Kaarst
Im Oktober 1996 wurde das Zentrum in Kaarst in einer feierlichen Eröffnungszeremonie durch Daehaeng Kunsunim eingeweiht. Es ist das einzige Hanmaum Zen Zentrum in Europa und wird zurzeit von Hae-jin Sunim zusammen mit Hae-baek Sunim und Hae-you Sunim geführt. Die drei im koreanischen Hanmaum-Zen-Orden ordinierten buddhistischen Nonnen sind direkte Schülerinnen von Zen-Meisterin Daehaeng Kunsunim.
Das Hanmaum Zentrum in Kaarst ist Mitglied der Deutschen Buddhistischen Union.

## Hanmaum Institute for Mind Science
Um der überragenden Bedeutung der Wissenschaften für die moderne Welt Rechnung zu tragen, gründete Daehaeng Kunsunim im Jahre 1996 das „Hanmaum Institute for Mind Science“ (HIMS), dem mittlerweile 128 Hochschulprofessoren und Wissenschaftler angehören. Das Spektrum der vertretenen Fachrichtungen reicht von Geisteswissenschaften, über traditionelle asiatische Medizin und Schulmedizin, bis hin zu Natur- und Ingenieurwissenschaften. Aktuelle interdisziplinäre Forschungsprojekte beschäftigen sich u. a. mit alternativen Heilmethoden für Krankheiten, die durch die Schulmedizin bisher nicht erfolgreich therapiert werden konnten und mit Verbindungen zwischen modernen Wissenschaften und der buddhistischen Lehre.

„Allein mit Theorien der materiellen Welt ohne das Auge der geistigen Welt, können wir keine Energie erzeugen, denn die materielle Welt entspringt der geistigen Welt. Erst wenn wir uns dieser Tatsache bewusst sind, können wir in die geistige Welt hinübergehen“

 (Daehaeng Kunsunim anlässlich der Gründung des HIMS am 7. Dezember 1996)